# Adolf Schill
Adolf Schill, souvent aussi Adolph Schill (né le 14 mai 1848 à Stuttgart et mort le 10 novembre 1911 à Düsseldorf), est un architecte, architecte d'intérieur, artisan, illustrateur et peintre de l'historicisme wurtembergeois. En tant que professeur d'université, il travaillé à l'Académie des beaux-arts de Düsseldorf entre 1880 et 1911, contribuant ainsi à façonner la phase ultérieure de l'école de peinture de Düsseldorf. Les étudiants en sculpture ont également étudié avec lui.

## Biographie
Schill étudie à l'école royale d'art et de commerce de Stuttgart (de) de 1864 à 1870, où il suit les cours d'architecture de l'éclecticien Christian Friedrich von Leins (de) et de stylisme d'Adolf Gnauth (de). De 1870 à 1874, il approfondit ses connaissances en architecture en construisant le Théâtre du Ring de Vienne sous la direction d'Emil von Förster (de). Puis il fait un voyage éducatif de deux ans en Italie, qui a un impact durable sur son sens de la beauté. Plus tard, il voyage plusieurs fois en Italie à nouveau. Entre 1876 et 1880, Schill - en tant que successeur de Wilhelm Sophonias Bäumer (de) - édite la revue Gewerbehalle, "l'Organe pour le progrès dans toutes les branches de l'industrie de l'art" publiée par la maison d'édition Engelhorn (de) à Stuttgart. En 1880, Schill devient professeur de décoration et d'ornementation à l'Académie des Beaux-Arts de Düsseldorf, succédant à Wilhelm Lotz (de), décédé subitement en 1879; il occupera ce poste jusqu'à la fin de sa vie en 1911. En tant que responsable d'un «cours de décoration» ou «d'architecture», il enseigne à de nombreux étudiants des connaissances de base en style et en architecture, indispensables à la réalisation de peintures murales monumentales. Il compile une « collection de moulages en plâtre provenant d'échantillons artisanaux et décoratifs » à des fins pédagogiques. Les aquarelles de Schill, qu'il réalise au terme de ses voyages d'étude, ont eu une grande influence sur ses élèves. Comme beaucoup d'autres acteurs de la scène artistique de Düsseldorf, Schill est membre de l'association d'artistes «Malkasten» . Dans la vie publique de Düsseldorf, Schill est apparu en tant que juge dans des concours pour l'érection de monuments, tels que le monument de Moltke (de).
En 1882, Schill épouse, dans l'église de la Trinité (de) à Elberfeld, Emmy Simons (née le 30 août 1858 à Elberfeld), une nièce de l'architecte Walter Kyllmann (de), avec qui il aura Lisbeth, Adolf, Addy et Lore (de). En 1889, Schill vit avec sa famille au 12 Blumenstraße (de), à l'époque une rue dans un quartier nouvellement construit à Düsseldorf qui est construit dans les premiers jours de la fondation. En janvier 1912, Schill reçoit une exposition commémorative au musée des arts décoratifs de Düsseldorf (de). Heinrich Kraeger (de) prononce le discours commémoratif.

## Travaux

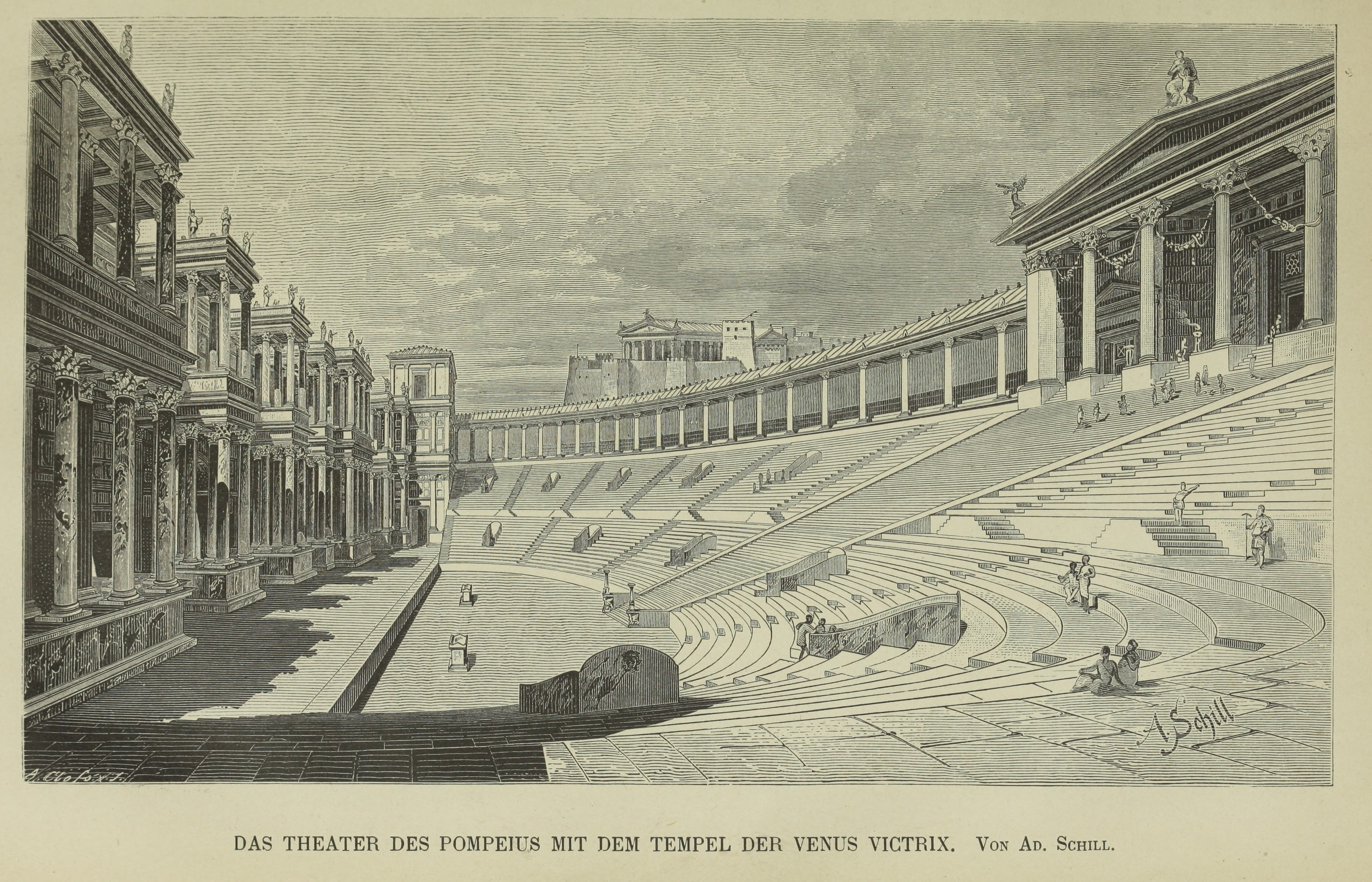
Le théâtre de Pompée avec le temple de Vénus Victrix, illustration de livre

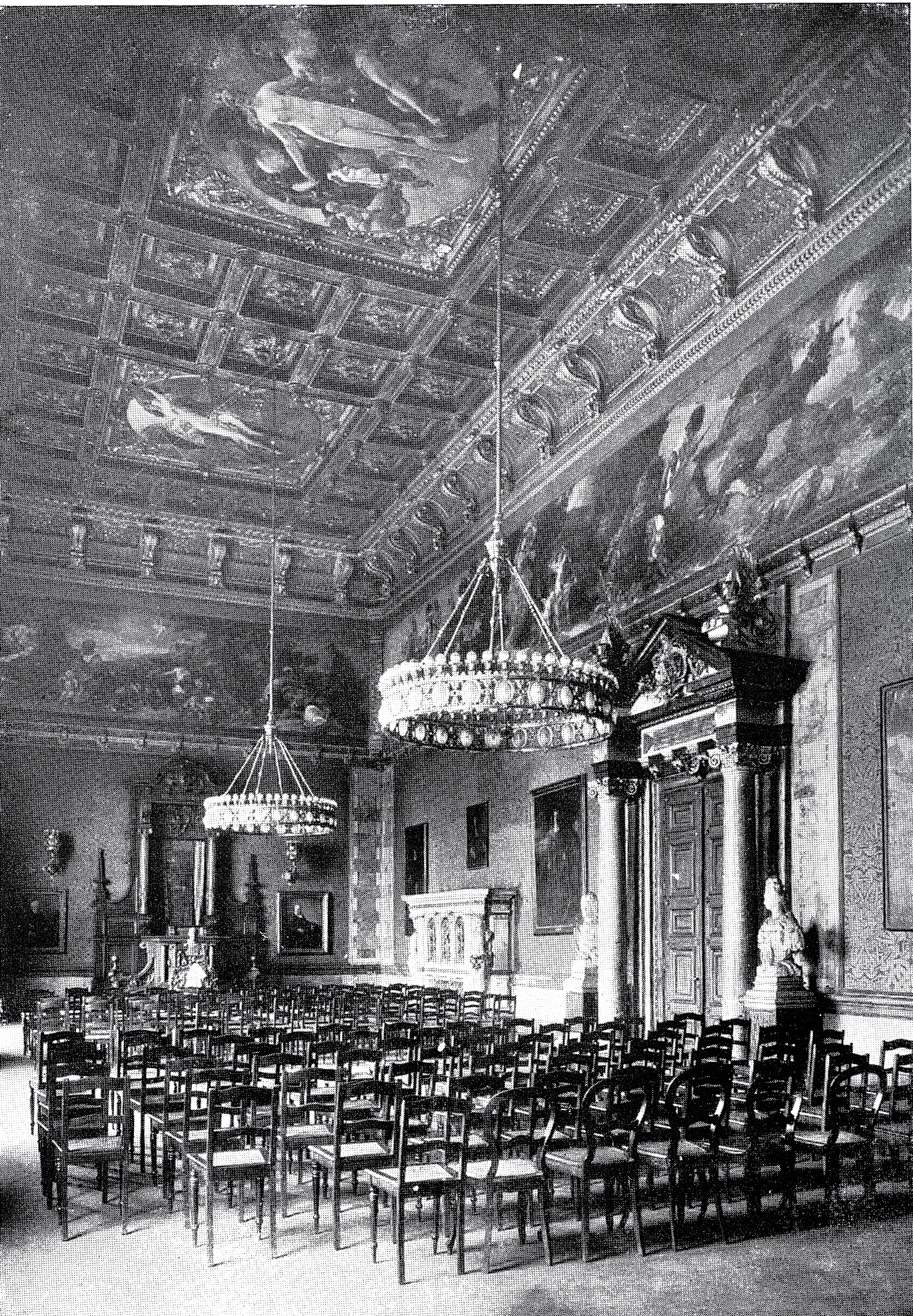
Auditorium de l'Académie des beaux-arts de Düsseldorf, photo vers 1900

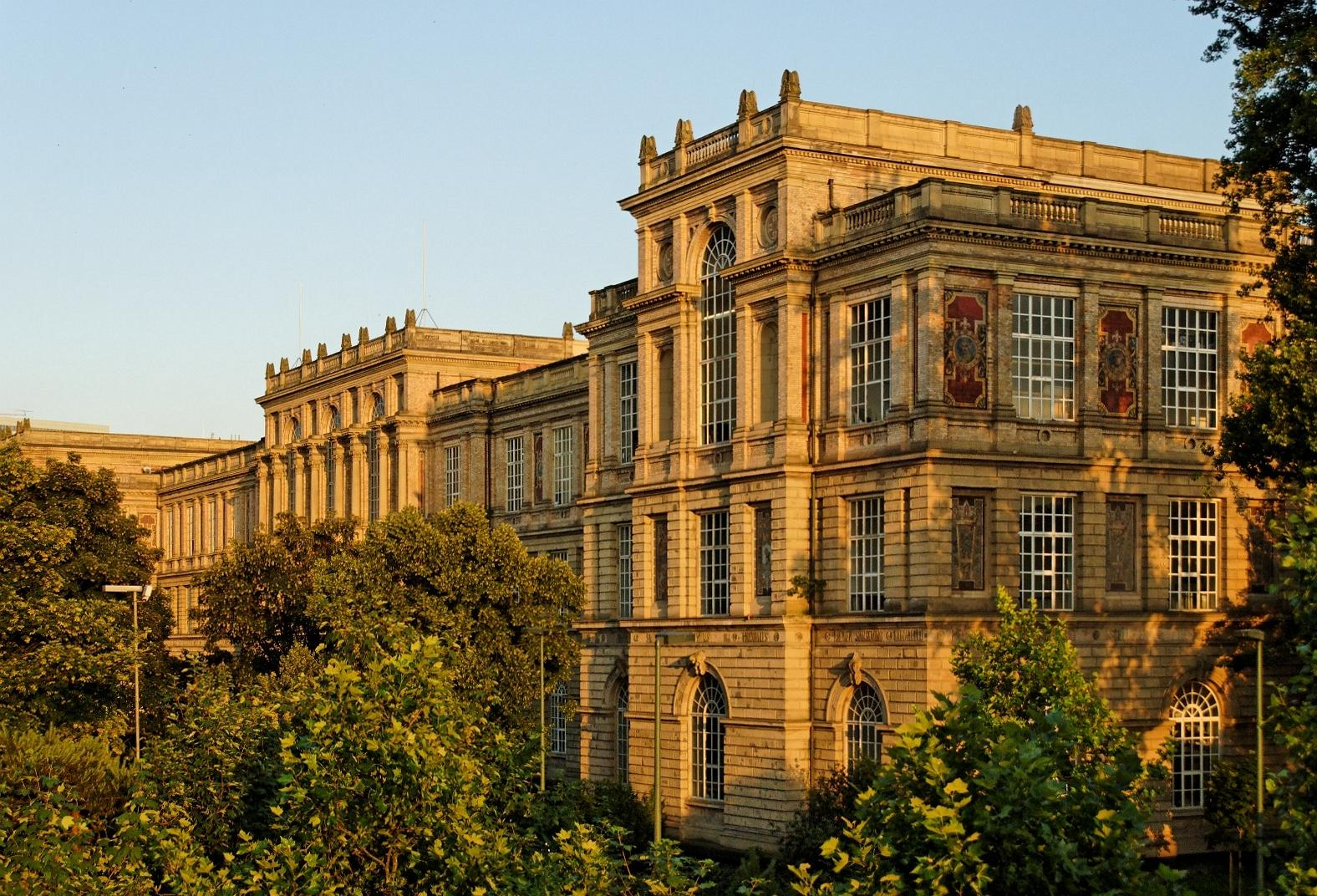
Mosaïque de cônes sur les façades de l'Académie des beaux-arts de Düsseldorf

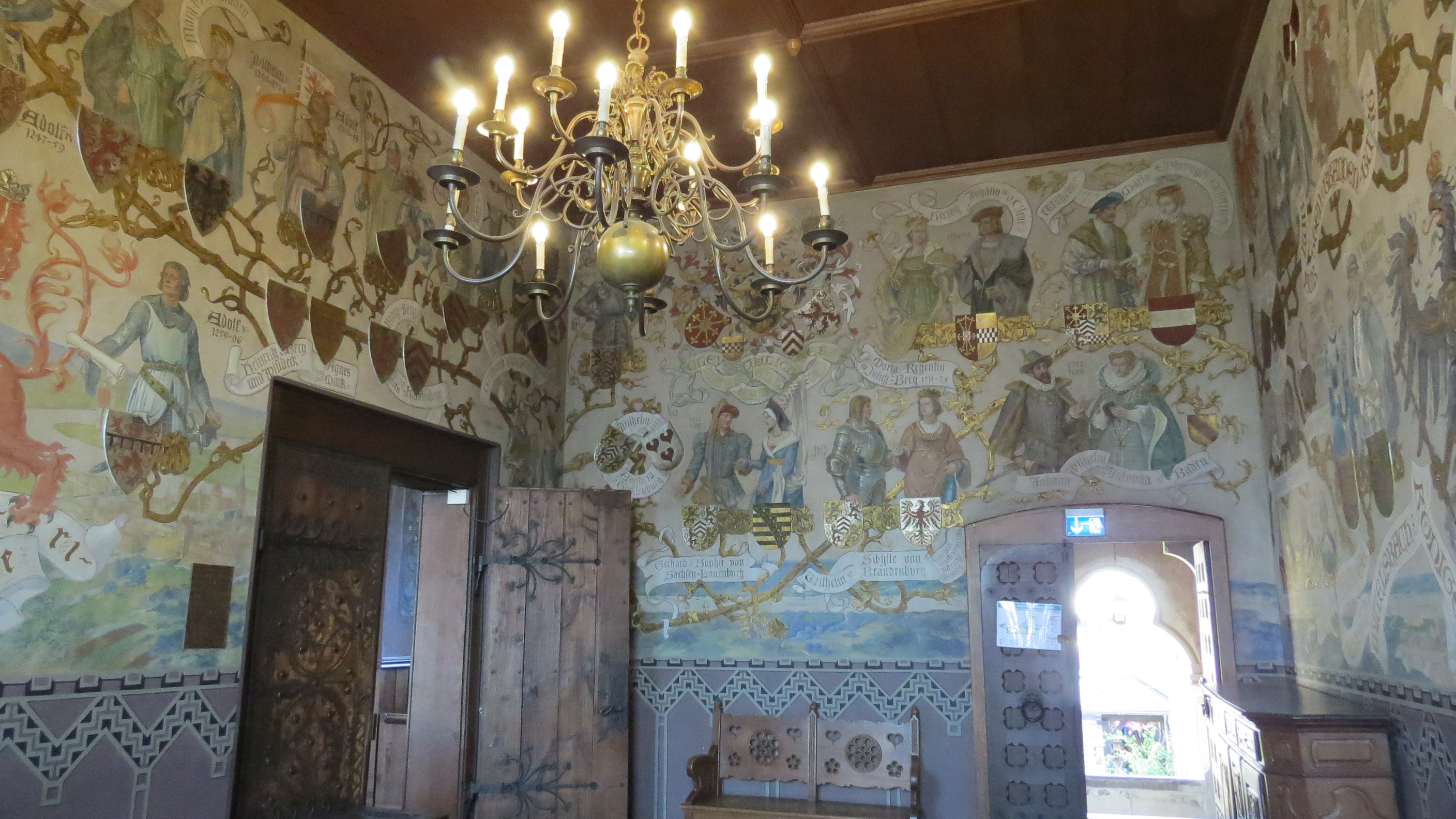
Arbre généalogique de la famille des souverains de Berg dans la salle ancestrale du château de Berg

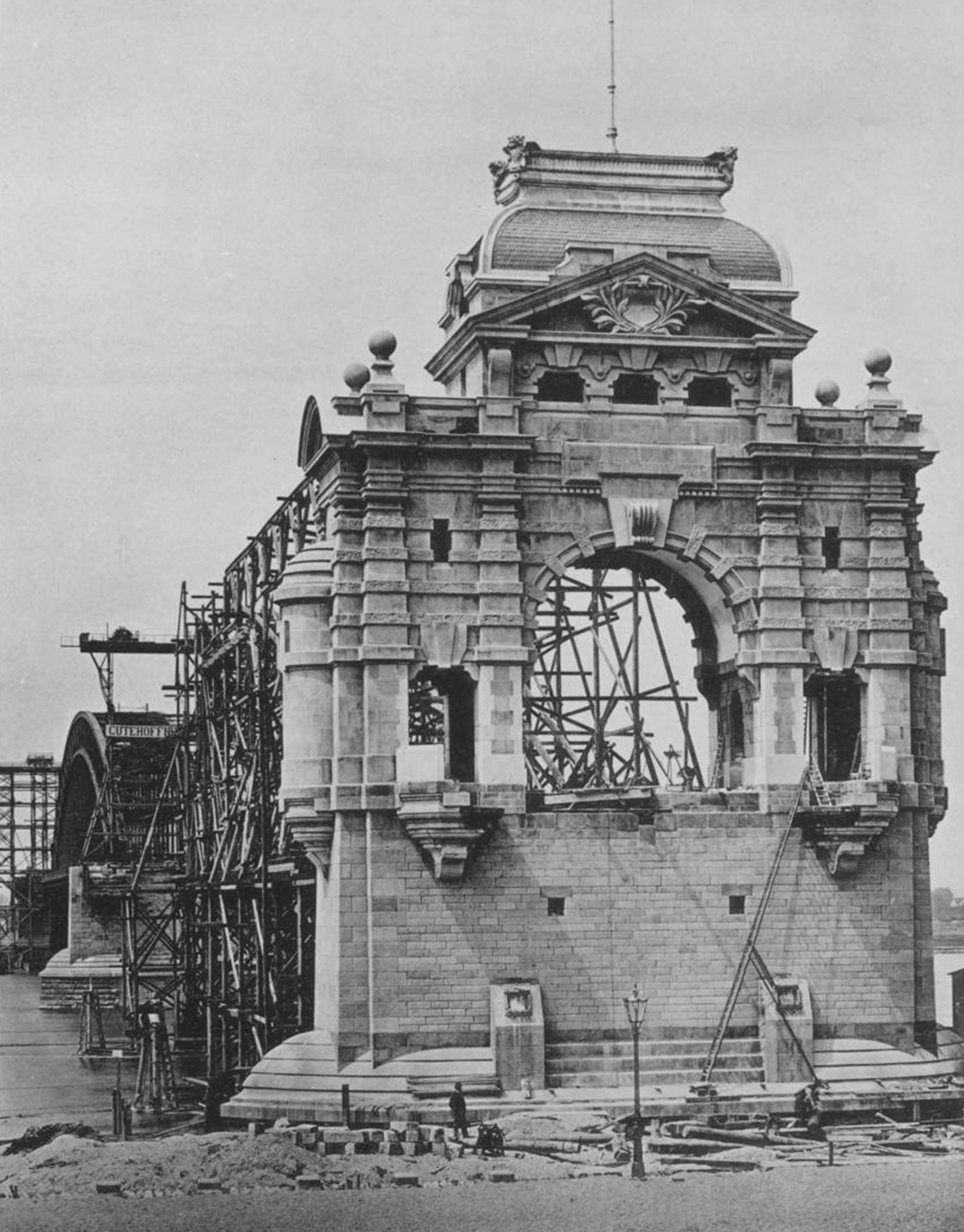
Pilier rive droite de l'ancien pont d'Oberkassel après achèvement, le 9 juin 1898

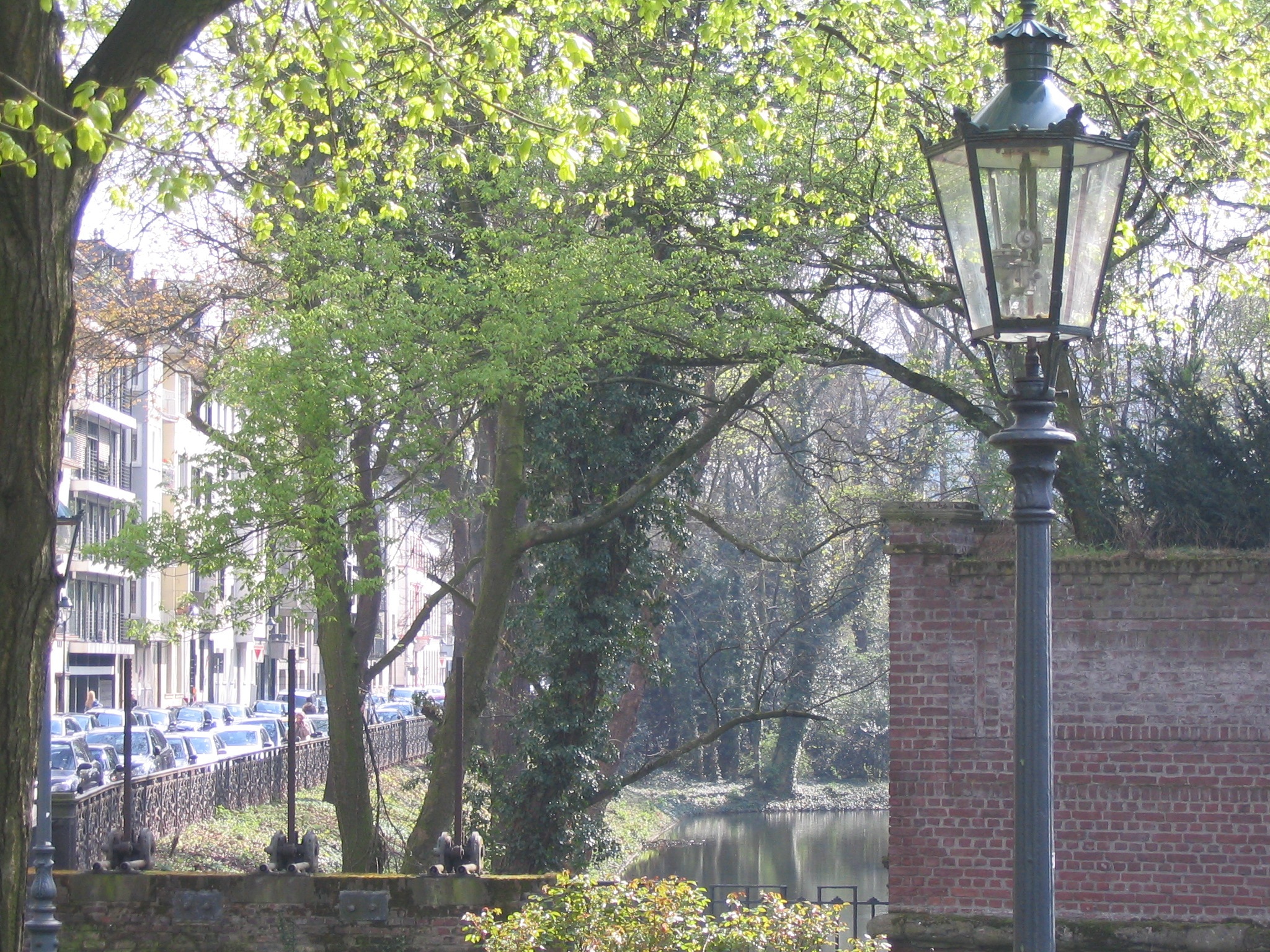
Garde-corps de l'ancien pont d'Oberkassel (à gauche), aujourd'hui parapet à à Carlstadt, photo 2012

En tant que peintre, Schill est connu à la fin du XIXe siècle, avec Adolf Seel, principalement pour ses aquarelles représentant des « pièces architecturales », notamment des impressions architecturales d'Italie,. Dans le domaine de l'artisanat, il crée des illustrations ainsi que des pièces dites ornementales et des vignettes comme décorations de livres (de). Après un voyage d'étude en Belgique, il y publie les croquis de voyage réalisés avec des motifs architecturaux en 1870. En 1891, Schill est appelé à décorer la salle de la paix de l'hôtel de ville d'Osnabrück (de).
En tant qu'architecte, Schill accepte diverses commandes privées. Il a l'occasion de concrétiser ses idées architecturales à la fin du XIXe siècle, lorsqu'il est chargé par le banquier et conseiller municipal Moritz Leiffmann (de) (1853-1921) de construire la villa bourgeoise supérieure Leiffmann dans le quartier Golzheim de Düsseldorf. Schill conçoit un bâtiment éclectique avec deux tours (de) qui rappelle une villa de la Renaissance italienne. À Düsseldorf, le peintre Georg Oeder le consulte également pour l'aménagement intérieure de sa maison au Hofgarten (de). Jusque dans les années 1890, Schill conçoit - avec Peter Janssen - le mobilier décoratif de l'auditorium de l'Académie des beaux-arts de Düsseldorf (de), achevé en 1879. L'œuvre d'art totale, largement acclamée, est montrée à des étrangers intéressés à la fin des années 1890 contre rémunération. Le directeur de l'académie, Walter Kaesbach (de), fait enlever le mobilier historique de l'auditorium à l'exception des peintures de Janssen au cours de sa «réforme de l'académie» vers 1930 et fait décorer les murs en or, une mesure que Paul Clemen critiqua en 1944 comme étant injustifiée.
La collaboration entre Schill et Janssen se poursuit avec la création de pierres tombales à Clèves, Dortmund et Düsseldorf. Il conçoit également les décorations de table en argent que la province de Rhénanie et la province de Westphalie offrent au couple de prince héritier allemand pour leur mariage en 1881. En 1894, des poêles à gaz en majolique sont créés à Meissen d'après les dessins de Schill pour la salle du roi et la grande salle de la Société du Casino de Coblence (de). Entre 1896 et 1898, Schill conçoit l'architecture historiciste du portail du pont Oberkasseler,. Vers 1900, Schill créé les mosaïques de cônes sur la façade extérieure des étages supérieurs de l'Académie des beaux-arts de Düsseldorf,.
De 1901 à 1902, Schill est chargé, avec Josef Kleesattel (de), de la direction architecturale générale de l'exposition industrielle et commerciale de Düsseldorf, après la mort inattendue du premier directeur artistique, Georg Thielen (de), en février 1901. En collaboration avec Kleesattel, il achève également les travaux de conception et de construction de son principal hall industriel, dans la conception duquel l'empereur Guillaume II est personnellement intervenu. En outre, avec Kleesattel, il conçoit le pavillon de la Rheinische Metallwaren- und Maschinenfabrik, qui est construit sur une superficie de 30 mètres sur 40 mètres et qui est également situé sur l'avenue principale de l'exposition. Jusqu'en 1904, il dirige le département de construction de l'exposition internationale d'art et de la grande exposition horticole de Düsseldorf. Entre 1896 et 1908 Schill soutient avec le conservateur provincial Paul Clemen, les professeurs de l'académie Eduard Gebhardt et Peter Janssen l'Ancien ainsi que d'autres artistes, la peinture de la salle des chevaliers du château de Berg. Avec son collègue Johannes Osten, il crée un arbre généalogique des souverains de Berg en ornementation gothique.

## Étudiants (sélection)
| - Hermann Angermeyer (de) (1876–1955) - Arthur Bambridge (de) (1861-1923) - Arthur Bartels (de) (1874–? ) - Carl Becker (de) (1862-1926) - Willy von Beckerath (de) (1868–1938) - Robert Böninger (de) (1869-1935) - Carl Dahl (1869-1942) - Hans Deiters (de) (1868-1922) - Friedrich Dorn (de) (1861-1901) - Bruno Ehrich (de) (1861–1947) - Hermann vom Endt (de) (1861–1939) - Robert Engels (1866-1926) - Charlie Ewerbeck (* 1872) - Felix Frang (1862-1932) - Wilhelm Fritzel (de) (1870–1943) - Theodor Funck (de) (1867-1919) - Henry Ludwig Geertz (de) (1872–? ) - Isaac Alexander Gibbs (de) (1849-1889) - Jean Grothe (de) (1865-1924) - Herman van der Haar (de) (1867-1938) - George von Haast (1867–1954) - Lewis Edward Herzog (de) (1868-1943) - Hermann Hidding (de) (1863-1925) - Bernhard Hoetger (1874–1949) - Meinrad Iten (de) (1867–1932) - Karl Kahl (de) (1873-1938) - Friedrich Klein-Chevalier (de) (1861–1938) - Carl Klugkist (* vers 1871) | - Wilhelm Kolberg (* vers 1868) - Wilhelm Lehmbruck (1881-1919) - Dirk Loth (* 1862 à Surabaya), - Willy Lucas (1884-1918) - Carl Murdfield (de) (1868-1944) - Paul Neuenborn (de) (1866-1913) - Heinrich Nüttgens (1866–1951) - Gustav Olms (1864-1930) - Johannes Osten (1867–1952) - Peter Philippi (de) (1866-1945) - Paul Raud (de) (1865-1930) - Jacob Ritsema (de) (1869-1943) - Lore Schill (de) (1890–1968) - Adolf Schönnenbeck (de) (1869–1965) - Wilhelm Schreuer (1866–1933) - Paul Schroeter (de) (1866-1946) - Sergueï Chtcherbatov (1874-1962) - Emil Schultz-Riga (de) (1872-1931) - Emil Schwabe (de) (1856-1924) - Alfred Sohn-Rethel (1875–1958) - Otto Sohn-Rethel (1877–1949) - Carl Strathmann (1866-1939) - Emile Vauthier (de) (1864-1946) - Charles Vogel (* 1872) - Heinrich Vogeler (1872-1942) - Torsten Wasastjerna (de) (1863-1924) - Robert Weise (de) (1870–1923) |

## Récompenses
- Ordre de l'Aigle rouge de 3e classe (1908)